# Histoire de l'imprimerie à Lyon
L'histoire de l'imprimerie à Lyon est celle des origines de l'imprimerie en Europe. Lyon est une des premières villes à avoir un milieu d'imprimeurs et éditeurs riche et varié. Elle devient rapidement une capitale de l'édition à l'échelle continentale, derrière Paris et Venise.

## Introduction

Diffusion de l'imprimerie au XVe siècle

La technique de l’imprimerie en caractères mobiles apparaît en France, via les pays allemands, dans le dernier tiers du XVe siècle. 
Les véritables inventeurs de l'art typographique à l'aide de caractères mobiles (ou ars scribendi artificialiter), sont, croit-on actuellement, les trois allemands : Johannes Gutenberg, Johann Fust et Peter Schoeffer. Leurs deux premiers ouvrages connus, imprimés à Mayence, furent : « Les Lettres d’Indulgence du pape Nicolas V » et une bible couvrant 640 feuillets ; ces deux livres ne sont pas datés mais sont sans doute de 1453 et  1455. Après s'être répandue peu à peu en Allemagne et en Italie, elle fut introduite plus tardivement en France. La première imprimerie fut établie à la Sorbonne, à Paris par Guillaume Fichet et Johann Heynlin, qui firent venir trois imprimeurs anciens élèves de Gutenberg, Michel Friburger (un Lorrain), Ulrich Gering et Martin Crantz pour leur venir en aide. Leur premier livre, le manuel épistolaire de l'italien Barzizza paraît en 1470 et se positionne clairement dans le mouvement humaniste, tant par le choix de l'œuvre que par celui des caractères romains, préférés aux caractères gothiques. 
Cette nouvelle technique, qui entraîne par la suite avec retard un certain nombre d'évolutions et de révolutions, gagne ensuite Lyon en 1472 puis de nombreuses autres villes françaises, parfois pour quelques semaines seulement : Angers en 1477 ; Vienne en 1478 ; Caen en 1480 ; Rennes en 1484 ; Rouen en 1487 ; Orléans et Grenoble en 1490 ; Nantes et Tours en 1493, etc.
À la fin du XVe siècle, Paris et Lyon assurent à elles seules 80 % de la production de livres, l’imprimerie lyonnaise comptant alors une cinquantaine d’imprimeurs. Elles resteront, pour longtemps encore, loin derrière Venise la principale ville de l'imprimerie.

## Buyer et la première imprimerie lyonnaise
C'est à Barthélemy Buyer, issu d’une vieille famille consulaire lyonnaise, que l'on doit la première imprimerie lyonnaise. Étudiant à la Sorbonne, on pense qu’il y fit la connaissance de Johann Heynlin et de Guillaume Fichet. Pris de passion pour cette nouvelle technique, à son retour en 1472, il installe un atelier d’imprimerie dans sa maison, sur le quai de la rive gauche de la Saône, après avoir appelé et pris comme associé le maître-ouvrier typographe Guillaume Le Roy, originaire de la région de Liège, qui avait été l’apprenti des maîtres allemands cités plus haut. Buyer assume les rôles d'éditeur et de libraire, et laisse l'impression proprement dite aux soins de Guillaume Le Roy. En même temps que ses livres, Buyer vend de la papeterie et du matériel typographique.
Les éditions les plus marquantes : 
- Reverendissimi Lotharii Compendium breve, en 1473, est le premier livre imprimé à Lyon (ISTC ii00081800)[3].
- Le Livre des merveilles du monde, en 1475, le premier livre imprimé en français.
- La Légende dorée de Jacques de Voragine et traduction de Jean Batallier, en 1476 (ISTC ij00151700).
- Le Miroir de la vie humaine de Roderic, évêque espagnol de Zamora, publié séparément en latin et en traduction française en 1477 (ISTC ir00225000 et ISTC ir00229000).
- Le Guidon de la practique en cyrurgie, de Guy de Chauliac (1298-1368), en 1478[4], important traité de chirurgie[5].
- Opera de Bartolus de Saxoferrato, en 1481, une somme juridique de droit romain, ornée d'illustrations gravées sur bois (ISTC ib00184000).
- Le Livre de Mandeville, imprimé par Martin Huss en 1481, qui est le dernier ouvrage paru sous son nom d'éditeur (ISTC im00162565).

Sa carrière fut brève, mais il eut un succès retentissant et une longue postérité. Les rois Louis XI et René d'Anjou seraient venus ensemble vers 1476 visiter sa boutique. Dès 1477, il fait travailler le nouvel atelier des Allemands Nicolas Philippi (dit Pistoris) et Marc Reinhart. À partir des années 1480, il étend son commerce jusqu’à Toulouse où il possède même un atelier de presse. Certains auteurs le font pénétrer les marchés non pas seulement français, mais aussi italien (Naples) et espagnol (Madrid). 
À partir de 1483, le nom de Barthélemy n’apparaît plus dans l’industrie du livre et les registres consulaires. Guillaume Leroy, à partir de cette date, ou peu avant, semble s’être mis seul à son compte et peut se vanter de la première édition du Roman de la Rose, en 1486, ornée de gravures in-folio. Il disparaît à son tour de la vie active vers 1488 puis des registres après 1493.
D'autre part, Jacques Buyer, le frère cadet de Barthélemy et son exécuteur testamentaire, reprend l’affaire, et il est probable qu'il ait fait travailler l’imprimeur allemand Mathieu Huss, établi dans la ville. Ensemble, ils publient en 1487 La grant vita Christi, ainsi que le fameux in-quarto Tractatus corporis Christi, joliment imprimé en trois caractères gothiques de différents corps. Il devient échevin à trois reprises. Ses derniers ouvrages connus paraissent en 1509.

## L'âge d'or de l'imprimerie lyonnaise
À la fin du XVe siècle et au début du XVIe siècle, Lyon connait une grande phase de prospérité qui correspond à la grande époque de l’édition lyonnaise. À la fin du XVe siècle, Lyon a produit le tiers des éditions françaises, soit 1140 environ. Au cours des trente premières années du XVIe siècle, les imprimeurs-libraires lyonnais produisent environ 5000 éditions. Il faut bien avoir à l'esprit que cette activité est en France très concentrée. Sur l'ensemble des éditions d'ouvrages d'avant 1500, Paris et Lyon représentent 80 % de la production, et même 90 % en 1530.
En 1520, les documents fiscaux du consulat nomment plus de 80 imprimeurs. La rue Mercière et les rues voisines abritent près de 100 ateliers. Entre 500 et 600 personnes travaillent dans ce domaine. Lyon reste malgré tout encore derrière Venise et, à partir de la deuxième moitié du siècle, est dépassée par Paris.
D'après N. Z. Davis, cet essor exceptionnel est dû à trois facteurs. En premier lieu l'absence de métiers jurés dans le secteur, ce qui a permis à qui voulait investir de le faire. Ensuite grâce à la très bonne tenue des foires de Lyon, qui ouvraient aisément de nombreux débouchés. Les imprimeurs-libraires lyonnais fournissent en livres la péninsule ibérique, et, au-delà, la Nouvelle Espagne. Enfin parce que la ville, toujours en liaison avec les foires, est devenue un centre bancaire important, ce qui a permis de lever facilement des capitaux importants. À ces avantages, il faut ajouter que jusqu'en 1495, le métier d'imprimeur échappe à l'impôt. Ces avantages contrebalancent certaines faiblesses, dont la première est l'absence d'université dans la ville.
Au milieu du XVIe siècle, on retrouve des ouvrages imprimés à Lyon dans de très nombreuses villes et pays d'Europe : Francfort, Anvers, Bâle, Genève, Venise, Florence, Pise, toute l'Espagne, en Angleterre, Paris, Bordeaux, Toulouse, Aix-en-Provence, Cahors, Le Puy, Saintes, Nantes.
Entre 1530 et 1560, les plus grandes maisons de marchands-libraires sont les lyonnais Vincent et Senneton, les dauphinois La Porte (qui emploient notamment François Fradin), les Rouille de Touraine, les piémontais Gabiano, et les florentins Giunta. Les plus prolifiques et novateurs sont Sébastien Gryphe, bientôt suivi par les Jean de Tournes.
On mentionnera encore la famille Arnoullet (depuis Jacques, établi en 1492, à Simon, qui publie au moins jusqu'en 1624, en passant par Balthazar Arnoullet (1517-1556) ; Claude Nourry (vers 1470-1533) ou encore Etienne Gueynard (né vers 1460, qui employa Guillaume II Le Roy et Josse Bade) ; Simon Vincent (147.-1532) et ses fils ; l'éditeur musical Jacques Moderne (vers 1495-après 1561) et Giacomo Giunta (1486-1546).

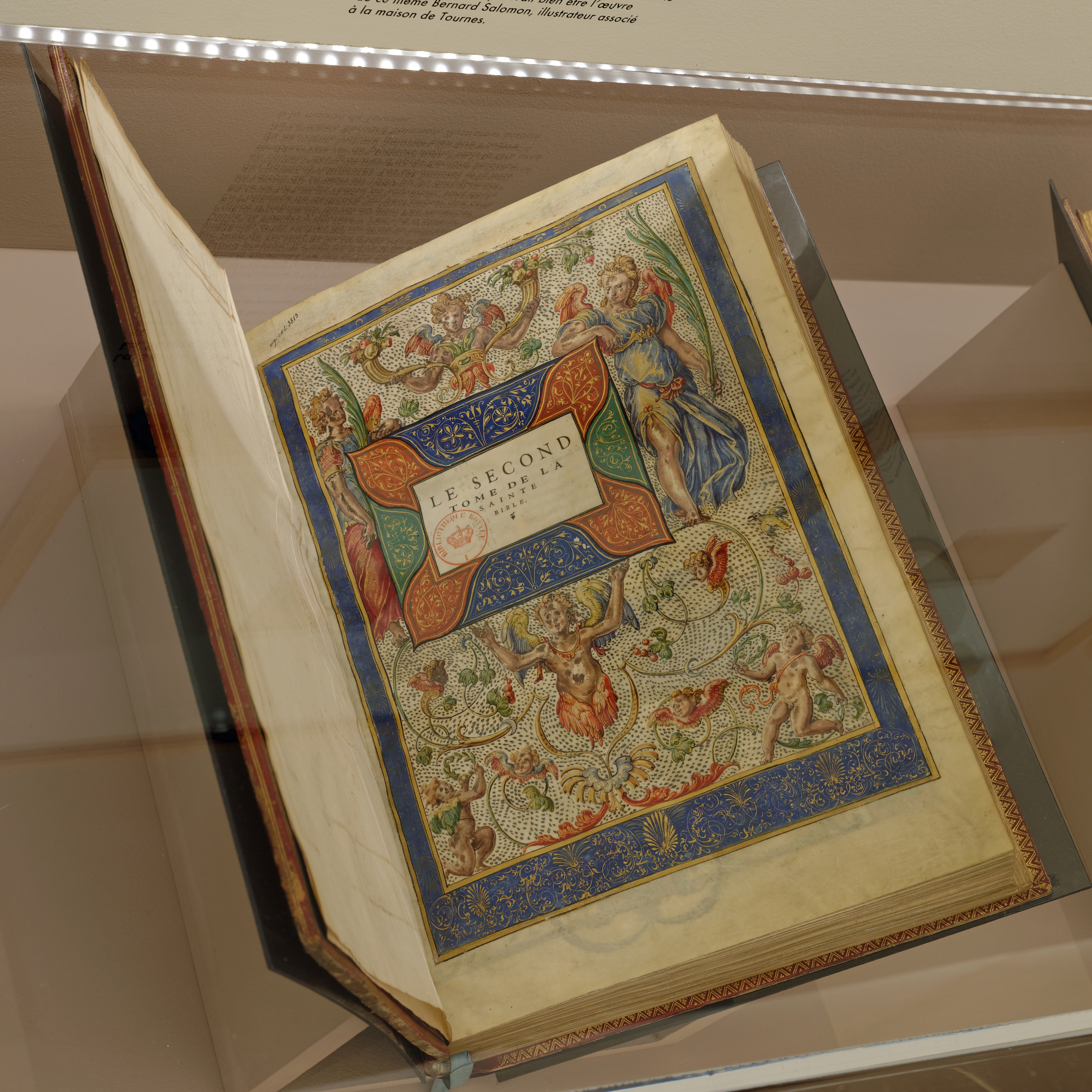
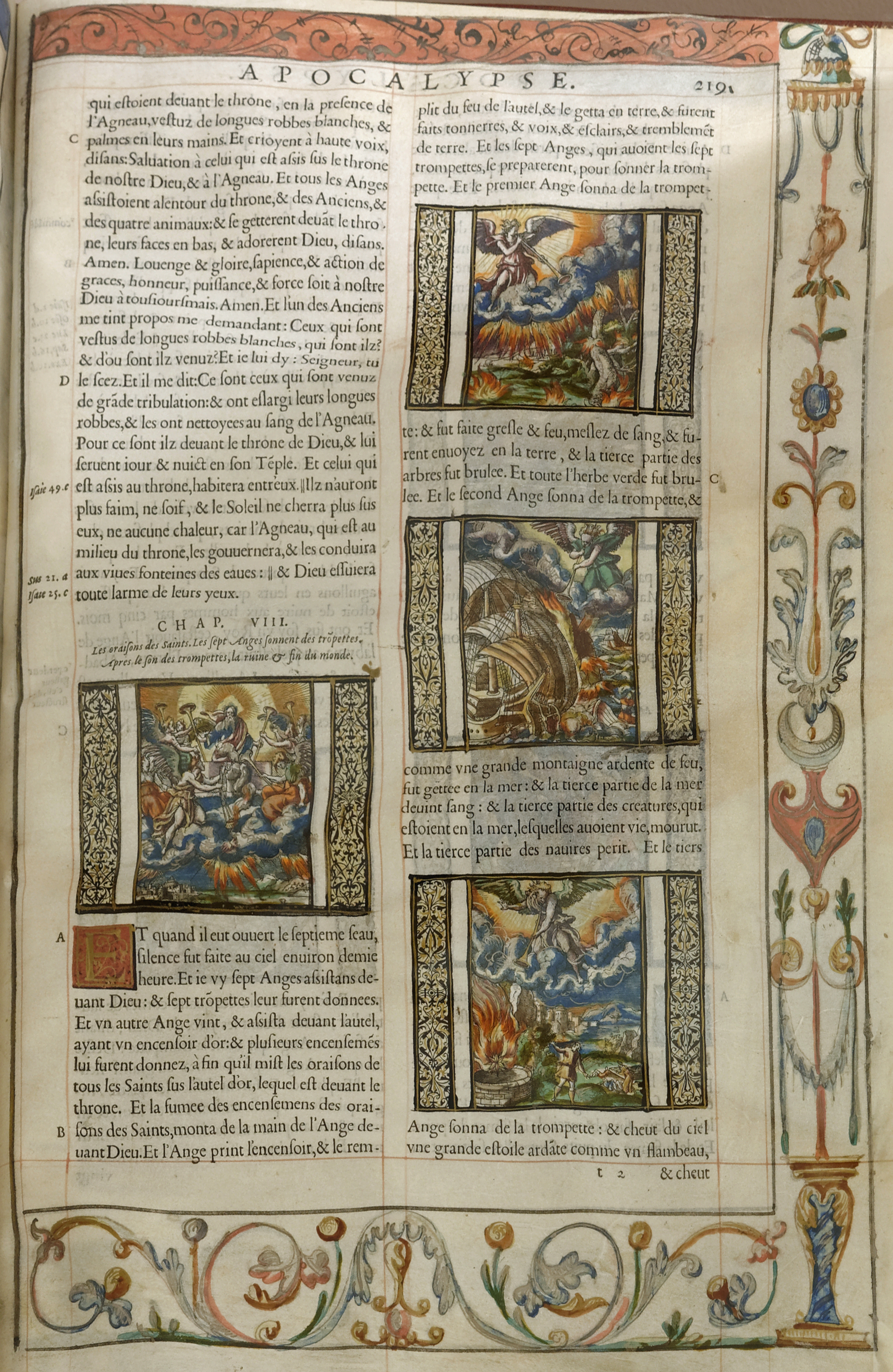
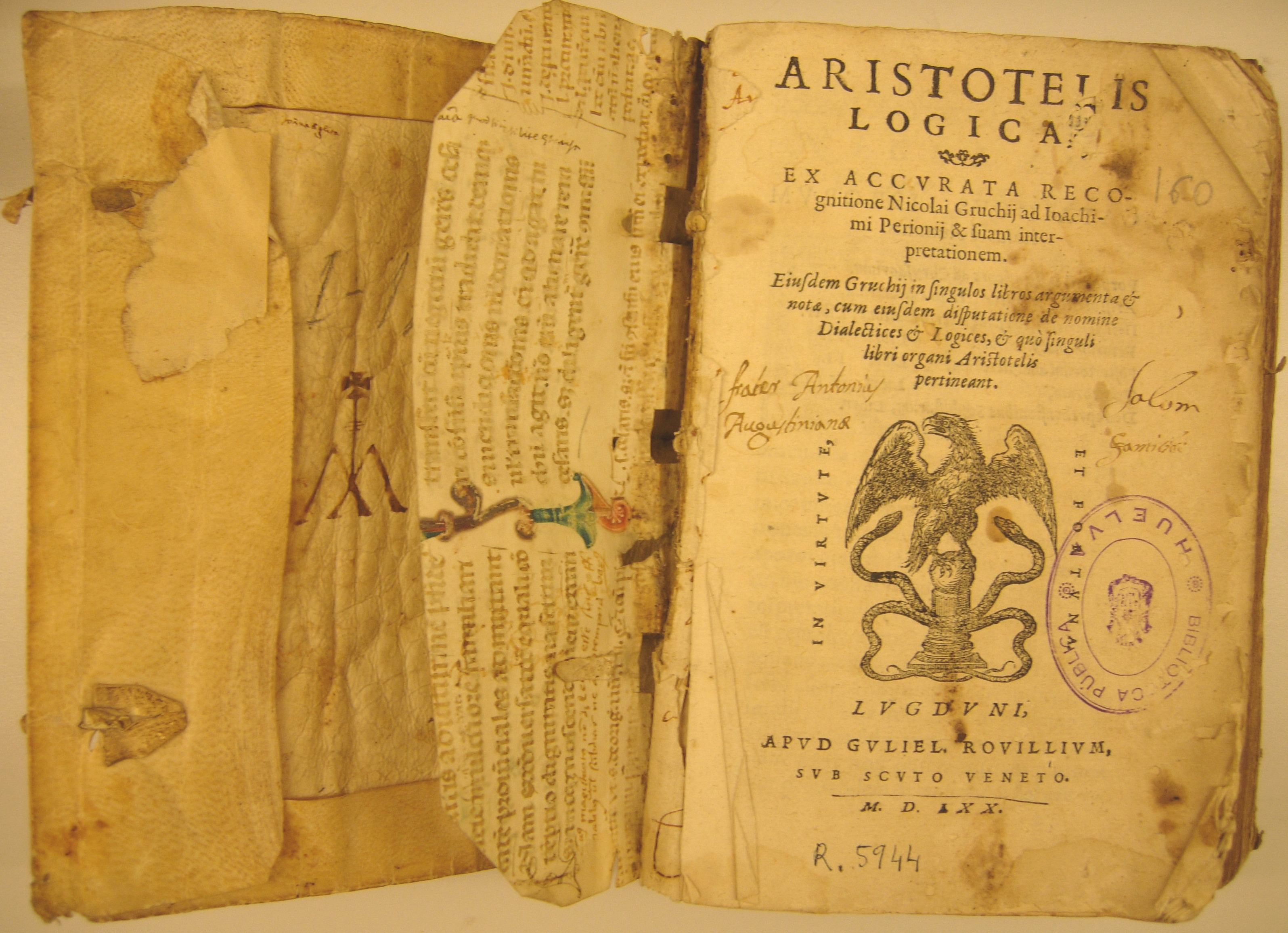
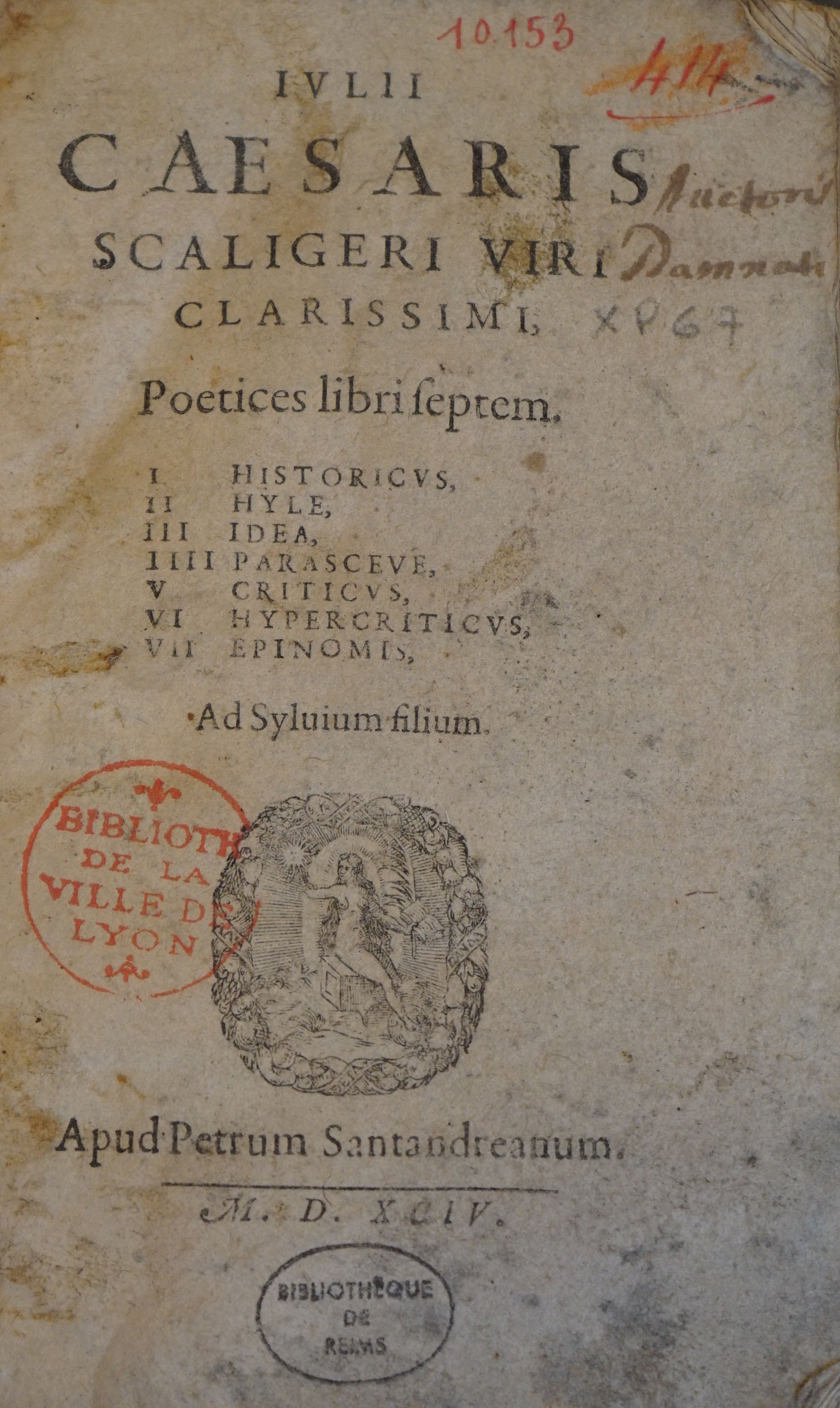
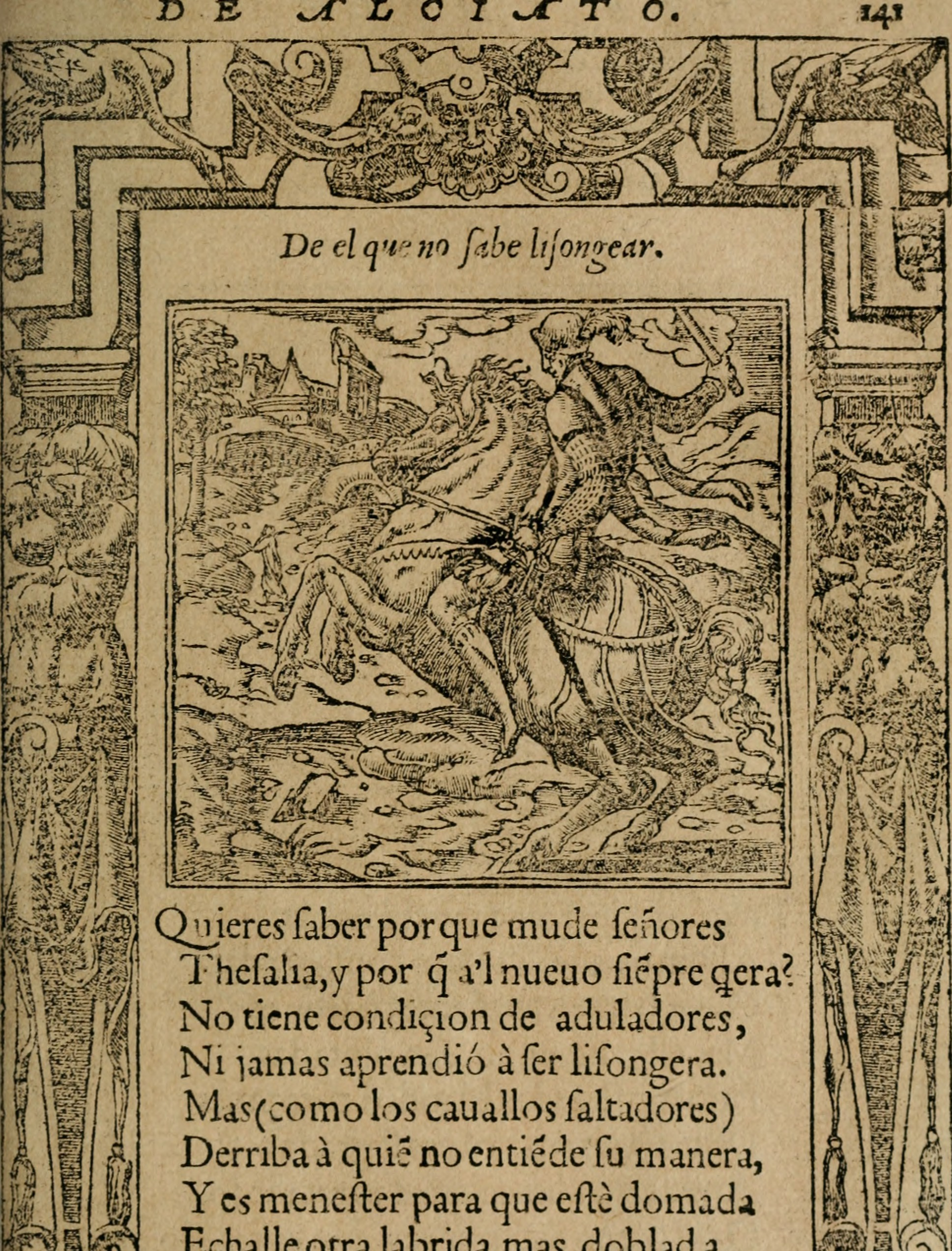
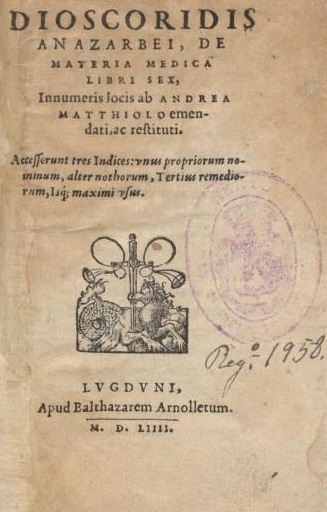

### Les imprimeurs-libraires

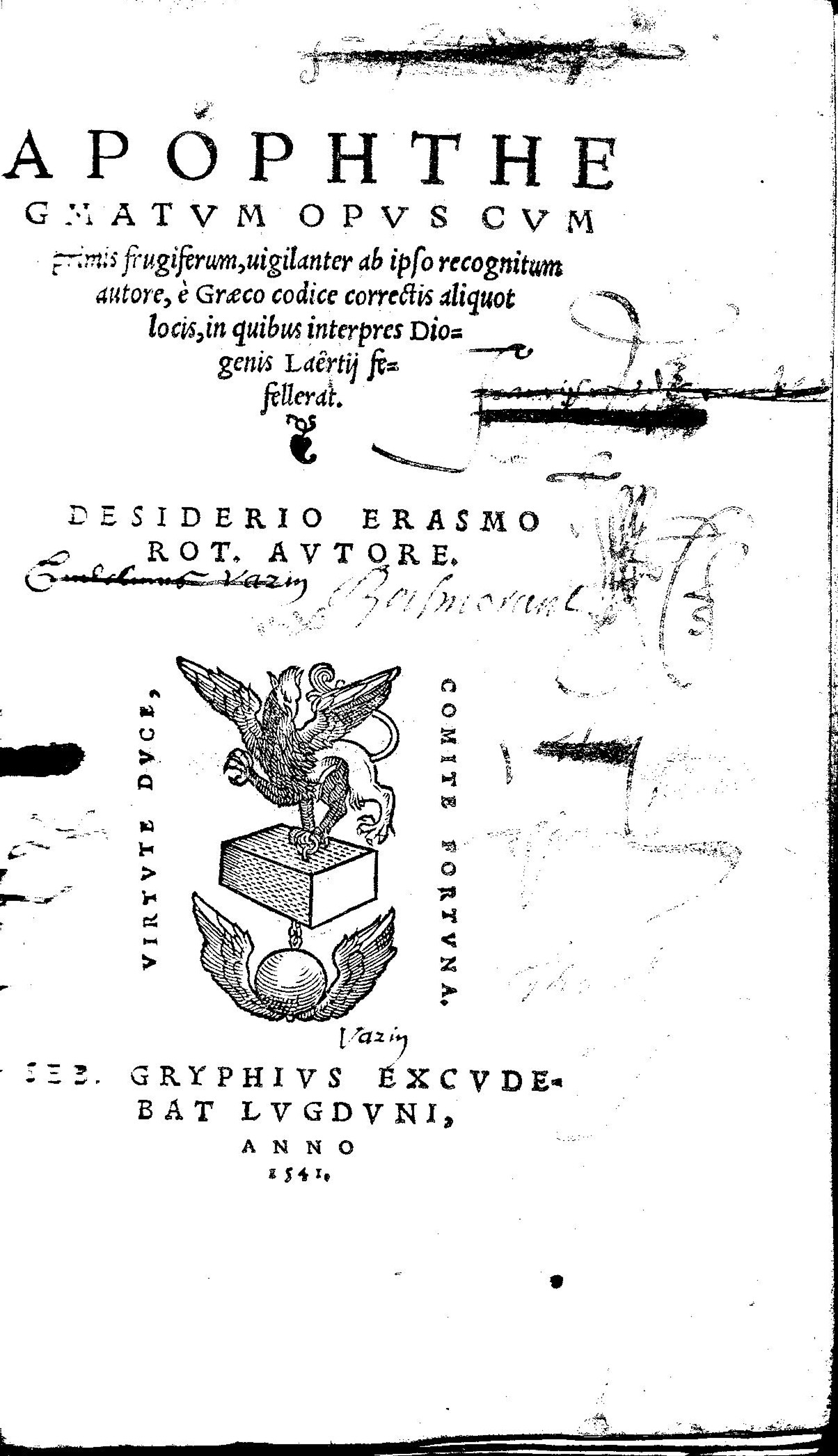
Apophthegmatum…, ouvrage de l'humaniste Érasme publié par Sébastien Gryphe en 1541.

À la tête d'une minorité de ces ateliers se trouvent des « imprimeurs libraires » qui pratiquent leur propre politique d'édition. Ils impriment et diffusent les ouvrages de leur choix. 
Le plus réputé d'entre eux est Sébastien Gryphe. En 1528, il introduit le format de poche utilisant les caractères italiques, inventés en 1501 par Aldo Manuce, un imprimeur vénitien. En 1532, il éditera pour François Rabelais, des traductions médicales d’Hippocrate, de Claude Galien et de Giovanni Manardo. 
Dans ses ateliers, Gryphe forme Jean de Tournes, qui, établi plus tard à son compte, travaille avec de grands poètes : Antoine Du Moulin, Maurice Scève, Louise Labé, Joachim Du Bellay ou encore Olivier de Magny.
À cette même époque, Gryphe travaille également avec Étienne Dolet. Ayant ensuite obtenu le privilège d’imprimeur, Dolet s'installera rue Mercière. Humaniste et écrivain satirique, il sera brûlé à Paris comme hérétique.
Un autre grand libraire est Guillaume Rouillé, qui fait sa fortune éditoriale avec les ouvrages de droit, de médecine, de science et de religion.
François Juste publie en 1534 Nouvelles certaines des Isles du Peru, synthèse de la lettre de Gaspar d'Espinoza au roi d'Espagne le 21 juillet 1533, depuis Panama, et racontant l'arrestation d'Atahualpa et de deux lettres d'Antonio de la Gama, juge de Panama, et Francisco Barrionueva (fac-similè de 1992, chez Amyot-Lenganey, 14610 Thaon.

### Les maîtres-imprimeurs

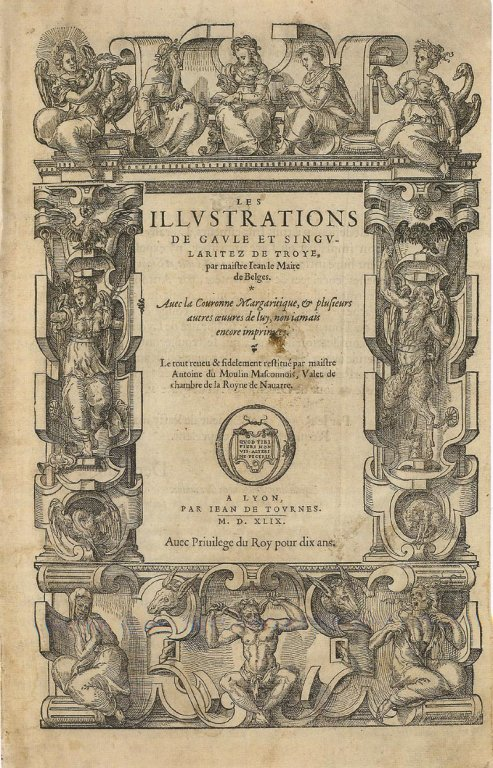
Jean de Tournes

À la tête du plus grand nombre d'ateliers se trouvent des "maîtres-imprimeurs" qui travaillent essentiellement sur commande pour des marchands libraires (ceux qui financent les éditions et qu'on appelle aujourd'hui des éditeurs). Ils sont tenus à respecter des délais, ce qui implique, pour les compagnons qu'ils emploient, des horaires de travail très lourds.
En raison du déclin des foires et du prix du métal venu d’Amérique, la situation sociale se dégrade. Les imprimeurs choisissent de rogner sur les salaires pour rester compétitifs. Les éditeurs, pour garder leur marge, obligent les imprimeurs à augmenter la production. Les conditions de travail deviennent alors difficiles pour les compagnons des ateliers du livre.

### Le «grand tric» des imprimeurs lyonnais
Dans une ville qui a déjà connu des troubles sociaux (ex : La Grande Rebeyne en 1529), les nombreux Compagnons imprimeurs (on en compte presque 800 à Lyon vers le milieu du siècle) étaient organisés en confrérie (par exemple celle des Griffarins), et souvent plus instruits que d'autres corporations (ils devaient connaitre le grec et le latin), vivent mal, leurs difficiles conditions de travail que provoquent les Maîtres, en employant des Apprentis sous payés, qui occupaient alors, leur place.
Le travail était effectué à moindres frais, ce qui a pour effet en 1539, de pousser les Compagnons à conduire ce qui est considéré comme la première grande grève répertoriée de l'histoire de France (on parle alors de « tric ») du salariat. Cette cessation générale du travail durera quatre mois.
Le roi tranchera en faveur des Compagnons, ce qui aura pour effet de voir certains Maîtres  Imprimeurs, vexés, aller s'installer dans la ville voisine Vienne située, sur un territoire appartenant au chapitre échappant alors  à la juridiction du roi.

### Le déclin
Le déclin de l’imprimerie-édition à Lyon s'amorce autour des années 1560. En plus de difficultés sociales et économiques croissantes vont s'ajouter des difficultés d'ordre politique.
De nombreux éditeurs et ouvriers du livre sont protestants. La ville, aux mains des insurgés réformés en 1562, est reprise par les catholiques. Les imprimeurs fuient alors vers les Pays-Bas ou Genève, nouvelles capitales de l’édition européenne. Toutefois, l'imprimerie lyonnaise de la fin du XVIe siècle, encore mal connue et peu étudiée, reste vivace et novatrice.
Jean Pillehotte (154.-1612) fut un temps imprimeur ordinaire du roi. 
Les frères Cardon, Horace (né en Italie en 1565, mort à Lyon en 1641) et Jacques, firent fortune comme imprimeurs de la contre-réforme. L'hôtel Horace Cardon est toujours visible (angle rue Mercière - rue de la Monnaie).
Louis Muguet est un imprimeur-éditeur français né vers 1590 et décédé à Lyon vers 1636.
La famille Molin s'établit au milieu du XVIIe siècle avec Jean Molin (vers 1624-v.1685). L'un des descendants épousa un Tournachon (famille d'imprimeurs d'où est issu Nadar) vers le milieu du XVIIIe siècle.

Toujours au XVIIe siècle, Guichard Jullieron (mort en 1627) s'installa comme imprimeur et publia des ouvrages de la Contre-Réforme. Lui succédèrent ses fils, Nicolas (mort en 1628) et Jean (1608-49), et son petit-fils Antoine (1620-1701).

Marque de Nicolas Julliéron (1611)
Marque d'Antoine Pillehotte (1622).
Marque de Jacques et Mathieu Prost (1627).
Marque de Pierre Guillimin (1675).
Marque de Léonard Plaignard et Jean-Baptiste Guillimin (XVIIe siècle).

Guillaume Valfray, son fils Pierre (1648-1729) et son petit-fils Pierre II (1677-1747) et arrière-petit-fils Pierre III (1715-1784), imprimeurs du roi à Lyon.
La librairie Duplain ouvrit en 1660. Marcellin Duplain (mort en 1740) laissa l'affaire à ses fils, Benoit (spécialisé dans l'antiquariat, 1711-74) et Pierre (1707-68). A la génération suivante, Joseph Duplain, monarchiste, finit guillotiné en 1794 tandis que son cousin Pierre Jacques Duplain, imprimeur également, quitta Lyon et arriva à Paris vers 1784 (où il devint un proche de Robespierre). La maison Duplain à Lyon disparut en 1784. Brigitte Bacconnier a consacré sa thèse à cette famille.
La famille Anisson et Anisson-Duperron fut établie en 1670 par Laurent Anisson.
Les Duplain et beaucoup d'autres familles participèrent à l'une des grandes activités des imprimeurs provinciaux : la contrefaçon. La censure (et l'obligation d'obtenir un privilège d'édition), notamment après les guerres de religion, favorisa les imprimeurs parisiens, et limita la possibilité pour les provinciaux de publier les nouveaux livres. Pour survivre, ils furent nombreux à n'avoir d'autre choix que de faire des copies non autorisées. Certains Lyonnais (Joseph Duplain, etc) collaborèrent également avec la Société typographique de Neuchâtel qui, entre autres activités, distribua des contrefaçons lyonnaises.
Beaucoup plus tard, on peut encore mentionner la famille Perisse 1760-1868, établie par les  : Antoine François (1787-1860) devint Imprimeur du roi à Lyon (1814-30) ; et la famille Rusand (Mathieu-Placide Rusand 1768-1839) et Mougin-Rusand (Paul Mougin-Rusand 1838-1897), (liée à l'orfèvre Placide Poussielgue-Rusand). On signalera également Aimé Vingtrinier (1812-1903) et Louis Perrin (1799-1865).

## Musée de l'imprimerie à Lyon
Le 8 juin 1963, Louis Pradel, maire de Lyon, inaugure le musée de la Banque à l'occasion du centenaire du Crédit lyonnais. Le 18 décembre 1964, la ville de Lyon, sur l'initiative de  Maurice Audin et Henri-Jean Martin, a ouvert un musée de l'imprimerie et de la banque, devenu le Musée de l'imprimerie puis le Musée de l'Imprimerie et de la Communication graphique à l'automne 2014 lors de la rénovation du parcours permanent à l'occasion de ses 50 ans d'existence.

## Sources
- G.Dalbanne, E.Droz, L'imprimerie a Vienne en Dauphiné au XVe siècle, Paris, E. Droz, 1930.
- Henri Hours, Henri-Jean Martin, Maurice Audin et Jean Toulet, Le Siècle d'or de l'imprimerie lyonnaise, Paris, Crédit lyonnais - Éditions du Chêne, 1972
- Auguste Bernard, De l’origine et des débuts de l’imprimerie en Europe, 1853
- Gustave Brunet, La France littéraire au XVe siècle, 1865
- Aimé Vingtrinier, Histoire de l’imprimerie à Lyon de l’origine jusqu’à nos jours, 1894
- Jean Porcher, Humanisme et Renaissance, 1934
- H. Hauser, Ouvriers du temps passé (XVe et XVIe siècles), 1899
- Henri et Julien Baudrier, Bibliographie lyonnaise, 12 volumes, Lyon, Auguste Brun (puis Brossier), 1895-1921.
- Alfred Cartier, Bibliographie des éditions des de Tournes, imprimeurs lyonnais, 2 vol., Paris, Imprimerie nationale, 1937-1938
- Sybille Von Gültlingen, Bibliographie des livres imprimés à Lyon au seizième siècle, 13 volumes parus, 1992 - en cours, Baden-Baden, Valentin Koerner.